# دروة (المنوفية)
دروة إحدى قرى مركز أشمون التابع لمحافظة المنوفية بجمهورية مصر العربية.

## التاريخ
ذكر محمد رمزي في كتابه القاموس الجغرافي للبلاد المصرية أن دروة من القرى القديمة، وأن اسمها الأصلي «ذرَوَة». ذكر الإدريسي في كتاب «نزهة المشتاق» أن ذروة قرية تقع بين الأخصاص وشطنوف، وقال ياقوت الحموي في كتاب «المشترك وضعاً من أسماء البلدان والمختلف صقعاً من الأقاليم» أن «ذَرَوَا» من الأعمال الجيزية. ووردت تحت اسم «ذروى» في «قوانين ابن مماتي» وفي «تحفة الإرشاد» وفي «الانتصار لواسطة عقد الأمصار». وذكر ابن الجيعان في كتابه «التحفة السنية بأسماء البلاد المصرية» تحت اسم «دَرَوَى»، وأنها من الأعمال الجيزية، وتتبع ذات الكوم، وأن مساحتها 2,250 فدان.
كانت دروة واقعة في جزيرة في النيل، فكانت تبعيتها إلى إقليم الجيزة؛ إلى أن اتصلت الجزيرة بأرض المنوفية في منتصف القرن السادس عشر الميلادي، فألحقت دروة بإقليم المنوفية، وبذلك انتقل رأس الدلتا من شطانوف حيث كان النيل يتفرع إلى فرعي رشيد ودمياط، إلى موضع القناطر الخيرية التي كانت من أراضي دروة. وقد استقر اسمها النهائي «دروة» قبل سنة 1228هـ/1813م حيث وردت في تأريخ تلك السنة بهذا الاسم، وإن كان علي باشا مبارك قد ذكرها باسمها القديم «ذروة» بعد هذا التاريخ في كتابه «الخطط التوفيقية»، حيث ذكر أنها من قرى مديرية المنوفية بقسم أشمون جريس.

## السكان
بلغ عدد سكان دروة 17,481 نسمة، منهم 9،180 رجل و8301 إمرأة، حسب الإحصاء الرسمي لعام 2006.